# Xysmalobium samoritourei
Xysmalobium samoritourei är en oleanderväxtart som beskrevs av Goyder. Xysmalobium samoritourei ingår i släktet Xysmalobium och familjen oleanderväxter. Inga underarter finns listade i Catalogue of Life.